# 列肆增四
蛇夫座12，又名BD-02 4211，HD 149661、SAO 141269、HR 6171，是蛇夫座的一颗恒星，视星等为5.75，位于銀經13.73，銀緯28.42，其B1900.0坐标为赤經16h 31m 6.2s，赤緯-2° 28.42′ 40″。